# 馬里恩鎮區 (愛荷華州富蘭克林縣)
馬里恩鎮區是美國愛荷華州富蘭克林縣的16個鎮區之一。截至2010年美國人口普查，其人口為1030，共464住房。

## 歷史
馬里恩鎮區於1874年成立。

## 地理
根據2010年美國人口普查，該鎮的總面積為36.6平方英里（95平方），其中土地面積36.56平方英里（94.7平方），水域面積為0.03平方英里（0.078平方）。